# Chromis kennensis
Chromis kennensis là một loài cá biển thuộc chi Chromis trong họ Cá thia. Loài này được mô tả lần đầu tiên vào năm 1964.

## Phân loại học
Chromis flavomaculata đã được xem là một danh pháp đồng nghĩa của Chromis notata đựa vào kết quả phân tích hình thái. Theo đó, hai quần thể trên danh nghĩa của C. flavomaculata ở Tây Thái Bình Dương đã được công nhận là hai loài riêng biệt: C. kennensis (trước đây chỉ được xem là đồng nghĩa của C. flavomaculata, phân bố ở phía nam) và Chromis yamakawai (phân bố ở phía bắc).

## Từ nguyên
Từ định danh kennensis được đặt theo tên gọi của rạn san hô Ken ở góc đông nam của quần đảo Biển San Hô, nơi mà mẫu định danh của loài cá này được thu thập (–ensis: hậu tố biểu thị nơi chốn trong tiếng Latinh).

## Phạm vi phân bố và môi trường sống
C. kennensis được phân bố giới hạn ở Tây Nam Thái Bình Dương. Chúng được tìm thấy tại Sydney (bang New South Wales), một vài rạn san hô trên biển San Hô (rạn san hô Ken cùng rạn san hô Middleton và rạn san hô Elizabeth) và đảo Lord Howe (đều thuộc Úc); đảo Ouvéa (Nouvelle-Calédonie) và đảo Tongatapu (Tonga).
C. kennensis sống xung quanh những rạn san hô xa bờ và trong đầm phá ở độ sâu khoảng từ 5 đến 30 m.

## Mô tả
C. kennensis có chiều dài cơ thể lớn nhất được ghi nhận là 9,3 cm. Cơ thể có màu lục xám nhạt, vàng nhạt ở cuống đuôi và vàng tươi ở vây đuôi. Vây hậu môn gần như có màu đen hoàn toàn (trừ phần phía cuối trong suốt). Vây lưng có một dải đen bao phủ các tia gai. Gốc vây ngực có một đốm đen rất lớn. Không có đốm trắng ở cuối vây lưng. Cá con có nhiều màu xanh lam hơn trên cơ thể với đốm đen lớn đặc trưng bao quanh toàn bộ gốc vây ngực.
Đốm đen gốc vây ngực chỉ bao quanh nửa trên gốc vây ngực ở cá con C. yamakawai. Ngoài khác biệt về mặt hình thái, C. kennensis và C. yamakawai còn có sự khác nhau về chỉ tiêu đếm (số vảy đường bên và số lược mang) và đo lường hình thái. Chromis pura có kiểu hình tương tự như hai loài này nhưng có đốm đen gốc vây ngực nhỏ hơn nhiều và có sự chênh lệch về số lược mang.
Số gai ở vây lưng: 13; Số tia vây ở vây lưng: 11–13; Số gai ở vây hậu môn: 2; Số tia vây ở vây hậu môn: 10–12; Số tia vây ở vây ngực: 17–21; Số gai ở vây bụng: 1; Số tia vây ở vây bụng: 5; Số vảy đường bên: 15–19; Số lược mang: 29–34.

## Sinh thái học
Thức ăn của C. kennensis là những loài động vật phù du. Cá đực có tập tính bảo vệ và chăm sóc trứng; trứng có độ dính và bám vào nền tổ.